# Al-Ahbach
 (mai 2023).
L'Association des projets de bienfaisance islamiques (en arabe : جمعية المشاريع الخيرية الإسلامية), couramment appelée al-Ahbach (en arabe : الأحباش) est une organisation religieuse qui fut fondée en 1983 au Liban et fut consolidée a posteriori par l'Éthiopien Abdullah al-Harari, et dont le siège se trouve à Beyrouth, au Liban.
Cette association affirme une vive opposition à l'égard des wahhabites.

## Le domaine religieux
L'A.P.B.I.F. suit les pas du cheikh Abdullah al-Harari connu sous le nom de al-Habachi (« l'Abyssinien »). L'association investit dans l'éducation dans les sciences religieuses. Elle transmet des cours de religion aux hommes, femmes et enfants et organise de nombreuses activités (tournois de football, fêtes religieuses...). Elle a récemment construit une grande Université au Liban  agréée par le Ministère de l’Éducation Nationale libanais. Elle soutient également des clubs sportifs et des activités culturelles. Elle gère des instituts, des centres islamiques et des mosquées dans plus de 50 pays à travers le monde, présente dans les pays arabes et asiatiques mais également établie en Amérique du Nord, en Australie et en Europe et dispose de plusieurs médias et publications. L'organisation bénéficie de l'appui des autorités libanaises. Différents livres de ce groupe sont estampillés et approuvés par certaines universités islamiques et muftis de différents pays musulmans comme Al-Azhar en Égypte, en Tunisie, en Inde ou encore en Indonésie [réf. nécessaire]. Antoine Sfeir, journaliste, professeur en relations internationales et directeur de Cahier de l'Orient fait un commentaire assez élogieux sur l'association : « Le ahbachite a une connaissance quasi parfaite de l’islam, ce qui n’est en général pas le cas des prédicateurs des autres courants[réf. incomplète]. »

### Position à l'égard des takfiri et des khawarij
L'APBIF se différencie des « takfiri », accusés de rendre mécréant une partie des musulmans : « Nous ne rendons pas licite l’assassinat des gens qui travaillent au service des gouvernements pour le simple fait qu’ils gouvernent avec des lois non tirées du Coran et nous ne déclarons pas permis de faire couler le sang des personnes âgées, des femmes et des enfants pour le simple fait qu’ils vivent dans ces pays. Nous condamnons ces groupuscules » proclament-ils[réf. nécessaire].
Ils considèrent que les événements qui ont eu lieu durant ces dernières décennies à travers le monde sont la conséquence d’idées propagées par Sayyid Qutb, qu'ils considèrent comme l’une des têtes pensantes de l’extrémisme et de la déviation car il déclara apostats la plupart des gouverneurs des pays musulmans, ce qui rappellerait la pensée des khawarij.

## La voie du soufisme de l'APBIF
Cette association suit une voie issue du soufisme (tasawwouf).[réf. nécessaire]

## Situation actuelle au Liban et relations extérieures
Certains politologues prétendent[réf. nécessaire] que l'association serait au service de la Syrie, d'autres qu'elle serait appuyée par les autorités libanaises : L'association défend son indépendance

### Historique de l'implication politique au Liban
Le mouvement politique a été fondé en 1983 et dirigé jusqu'en 1995 par Nizar Halabi, mort assassiné à Beyrouth par des membres du groupe Usbat al-Ansar[réf. souhaitée]. Houssam Qaraqirah est président de l'association depuis 1995.
Deux des membres de l'Association, Dr. Adnan Trabulsi et Hadj Taha Naji, furent élus aux élections parlementaires en 1992. Lors des élections législatives de 2005, leurs candidats ont réalisé autour de 17,5 % des suffrages, mais ont été battus par ceux du Courant du Futur de Hariri.[réf. nécessaire]